# Welsh Marches
|  | Pura Wallia (det självständiga Wales) |

|  | Områden erövrade av Llywelyn den store år 1234 |

|  | Marchia Walliae (områden styrda av Marcher barons) |

Wales år 1234:

Welsh Marches (kymriska: Y Mers) är områdena vid gränsen mellan England och Wales. Den exakta definitionen av området har varierat genom historien, och under medeltiden syftade området på de marker i södra Wales där så kallade Marcher lords hade särskilda rättigheter. På medeltidslatin kallades området för Marchia Walliae. I dag finns ingen exakt definition av vilka områden som ingår i Welsh Marches, men termen används för att benämna de grevskap som ligger vid gränsen i Wales och England, såsom Shropshire och Cheshire.
Ordet march kommer ifrån fornfranskans marche och är besläktat med det svenska ordet mark, jämför Mercia och Marka socken.